# Мужчина этажом выше
«Мужчина этажом выше» (англ. The Man Upstairs) — телевизионный фильм 1992 года выпуска, за главную роль в котором Кэтрин Хэпбёрн была номинирована на премию «Золотой глобус».

## Сюжет
Виктория Браун, старая незамужняя женщина, жила тихо и спокойно, пока не обнаружила к удивлению на своём чердаке незнакомого мужчину. Последний оказался сбежавшим заключённым, оказавшийся за решёткой за кражу драгоценностей, и Виктория предлагает ему остаться у неё. Постепенно между ними возникает невероятное поначалу чувство доверия, а вскоре и самая настоящая дружба.

## В ролях
- Кэтрин Хэпбёрн — Виктория Браун
- Райен О’Нил — Муни Поласки
- Рорк Критчлоу — вожатый отряда бойскаутов